# 칼 렘리
칼 렘리(Carl Laemmle, 1867년 1월 17일 ~ 1939년 9월 24일)는 독일 태생의 미국 기업가, 영화 제작자이다. 유니버설 스튜디오의 창시자로 초기 영화 사업의 개척자로 평가된다. 당대에 유니버설에서 배급했던 영화로는 《노트르담의 꼽추》(1923), 《오페라의 유령》(1925), 《웃는 남자》(1928) 등이 있었다. 아들인 칼 렘리 주니어도 아버지를 따라 영화인으로 활동했다.

## 인물
독일 연방 뷔르템베르크 왕국 라우프하임의 유대인 집안에서 레베카와 유다스 바루흐 렘레의 아들로 태어났다. 그의 부모는 둘다 똑같은 성과 함께 하였으며 첫번째 사촌 사이였다. 청년으로서 칼 렘리는 이헨하우젠에서 견습생이었다. 그는 자신의 형을 따라서 1884년 미국으로 이민을 떠나 시카고에 정착하였고, 거기서 레차 스턴과 결혼하여 아들 칼 렘리 주니어를 두었다. 렘리는 1889년 미국 시민권을 얻었다. 그는 다양한 직업들에 일하였으나 1894년 위스콘신주 오시코시에서 컨티넨털 의류 회사의 부기 계원이었으며 볼더 광고 스타일을 소개하였다.
1906년 레미는 자신의 직업을 그만두고 시카고에서 첫 영화관들 중의 하나를 시작하여 빠르게 영화 교환 서비스로 분기하였다. 그는 셔먼 반독점법 아래 영화에 토머스 에디슨의 독점권을 도전하였다. 에디슨의 회사에 대한 자신의 공격의 일부로서 렘리는 메리 픽퍼드와 플로렌스 로런스 같은 개인적 스타 배우들을 광고하기 시작하여 그들의 개인적 소득과 "독립적"과 함께 한쪽으로 그들의 기꺼이 하는 마음을 증가시켰다.
뉴욕으로 이주한 후, 렘리는 영화 제작에 연루되었으며 인디펜던트 영화사 (IMP)를 형성하였고, 도시는 많은 새로운 영화와 관련된 비지니스의 현장이었다. 1912년 4월 30일 뉴욕에서 IMP의 렘리, 파워스 영화사의 팻 파워스, 챔피언 영화사의 마크 딘턴패스, 렉스 영화사의 윌리엄 스원슨, 네스터 영화사의 데이비드 호즐리와 뉴욕 영화사의 찰스 바우만과 애덤 케셀은 자신들의 스튜디오들을 합병하여 렘리가 회장의 역할을 취하면서 유니버설 영화 제조사를 통합하였다. 그들은 미국의 첫 영화 산업에서 많은 초기의 영화 스튜디오들이 20세기의 시작에 기초를 둔 뉴저지주 포트리에서 스튜디오들과 함께 회사를 창립하였다. 1915년 스튜디오는 캘리포니아주 샌퍼넌도밸리에 235 에이커 (0.95km2)의 대지로 옮겼다.
유니버설 스튜디오는 2개의 동부 해안 사무소들을 유지하는 데 첫 사무소는 뉴욕의 브로드웨이 1600 번지에 위치하였다. 시초적으로 스튜드베이커 빌딩으로 알려진 이 건물은 2004년 ~ 2005년 경에 철거되었다. 유니버설 스튜디오의 임원 사무실을 숙박시킨 2번째 위치는 뉴욕 5번가 730 번지에 있었다. 많은 세월 후에 파크 애버뉴 445 번지는 유니버설 스튜디오의 임원 사무실의 위치였다.
캘리포니아주로 이주한 후, 렘리는 자신의 가족의 주거로서 비벌리 힐스 베네딕트 캐니언 드라이브에 영화의 개척자 토머스 인스의 전 저택을 매입하였다. 그 집은 1940년대 초반에 철거되었다. 렘리는 또한 허드슨강 근처 리버사이드 드라이브에 한 블록 떨어져 뉴욕 웨스트엔드 애버뉴 465 번지에 자신과 자신의 2명의 자식 - 칼 주니어와 로자벨을 위하여 큰 아파트를 유지하였다.
1916년 렘리는 펜실베이니아주 남서부에서 유니언타운 스피드웨이 보드 트랙에서 해마다의 유니버설 경주의 우승자를 위하여 3천 달러의 3 피트 높이의 은으로 만든 유니버설 트로피를 후원하였다. 유니버설 스튜디오는 1916년부터 1922년까지 각각의 경주를 촬영하였다.
1930년대 초반과 중반에 렘리의 아들 칼 렘리 주니어가 스튜디오를 위하여 값이 비싸고 상업적으로 성공하지 못한 영화들의 일련을 제작하였다. 그의 가끔 성공작들은 《백 스트리트》 (1932), 《쇼 보트》 (1936)와 고전작으로 숙고된 1930년대의 몇몇의 공포 영화들을 포함하였다. 대공황이 있는 동안 1936년 렘리와 그의 아들은 둘다 강제로 회사의 밖으로 나왔다.
1939년 9월 24일 72세의 나이에 심혈관계 질환으로 비벌리 힐스에서 사망했다. 그는 홈 오브 피스 묘지의 대영묘에 안치되었다.

## 유산과 영예들
렘리는 자신의 인생을 통하여 고향 라우프하임으로 연결된 것으로 남아있었으며 그것으로 재정적 성원을 마련하였고, 또한 1930년대에 라우프하임과 뷔르템베르크에서 온 수백명의 유대인들을 나치 독일로부터 미국으로 이민을 가는 데 후원에 의하여 이민료를 냈으며 그들을 홀로코스트로부터 구하였다. 그들의 이민을 안정시키고 촉진하는 데 렘리는 미국의 권위자들, 미국 하원의 의원들과 국무장관 코델 헐에게 연락하였다. 그는 또한 1939년 최후적으로 아바나에서 유럽으로 돌려보내져 아마 많은이들이 죽었을 것 같은 SS 세인트루이스 호에 탄 난민들을 위한 입국을 안정시키는 노력을 하는 데 중재하기도 하였다.
자신의 이름을 어떻게 발음하는 것에 의문된 그는 "The Literary Digest"에 "이름은 "어린 양"을 의미하고 만약 'lem-lee'로 철자된 것으로서 발음되었다."고 말하였다.
그의 조카딸 리베카 이자벨 렘리 (전문적으로 "칼라 렘리"로 알려짐)는 1930년대 말기에 연기에서 자신의 퇴직까지 몇몇의 영화들에 나왔다.
그의 증조카딸 안토니아 칼로타는 유니버설 스튜지오의 역사에 관하여 자신의 웹 시리즈 〈Universally Me〉에서 그에 대하여 길게 이야기한다.
시인 오그덴 나시는 렘리의 스튜디오들에서 그의 아들과 조카들에게 최고 임원 직위들을 물려준 그의 기질에 관한 이어짐을 준수하였다.

## 다른 매체에서 연출
- 유니버설 스튜디오의 전 피고용인 해럴드 로빈스는 칼 렘리에 소설 〈꿈의 상인들〉 (1949)에서 주인공을 기초로 하였다.

- 렘리는 영화 《어린 인디애나 존스의 모험》에서 역사적 인물로 특집되었다.

- 데이비드 메네피의 소설 〈달콤한 추억들〉 (2012)은 등장 인물로서 칼 렘리를 특색으로 삼는다.